# Boxford (Berkshire)
Pour les articles homonymes, voir Boxford.
Boxford est une paroisse civile et un village du Berkshire, en Angleterre.